# اوفنت کافس
اوفنت کافس (به آلمانی: Ofnethöhlen) یک منطقهٔ مسکونی در آلمان است که در نوردلینگن واقع شده‌است.